# Apremont (Sabaudia)
Apremont – miejscowość i gmina we Francji, w regionie Owernia-Rodan-Alpy, w departamencie Sabaudia.
Według danych na rok 1990 gminę zamieszkiwało 781 osób, a gęstość zaludnienia wynosiła 44 osób/km² (wśród 2880 gmin regionu Rodan-Alpy Apremont plasuje się na 920. miejscu pod względem liczby ludności, natomiast pod względem powierzchni na miejscu 611.).